# 多钩曲尾藓
多钩曲尾藓（学名：Dicranum hamulosum），又名钩叶曲尾藓，为曲尾藓科曲尾藓属下的一个种。

## 扩展阅读
- 維基物種上的相關：多钩曲尾藓